# Nero Zimbabwe

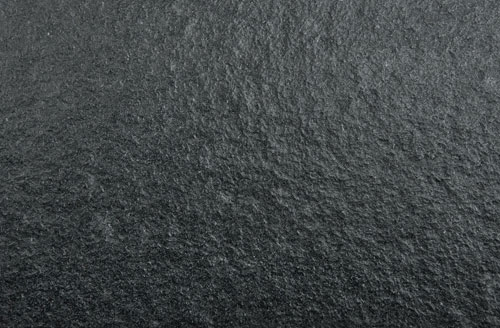
Nero Zimbabwe

Nero Zimbabwe – czarny, proterozoiczny doleryt. Należy do skał budujących platformę afrykańską. Złoża tej skały znajdują są w Zimbabwe, w prowincji Maszona Wschodnia, w miejscowości Mutoko.
Oryginalną nazwą jest Mashonaland (od anglojęzycznej nazwy prowincji Maszona). Sprzedawany jest pod różnymi nazwami handlowymi: Nero Zimbabwe, Zimbabwe, Absolute Black Zimbabwe, Black Zimbabwe, Negro Zimbabwe, Nero Assoluto Zimbabwe, Noir Zimbabwe, Zimbabwe Black.
Posiada strukturę drobnokrystaliczną.

## Cechy fizyczno-mechaniczne
- Gęstość objętościowa 3066-3105 kg/m3
- Nasiąkliwość 0,10-0,16%
- Wytrzymałość na ściskanie 292,7-427,7 MPa
- Wytrzymałość na zginanie 28,3 MPa
- Mrozoodporność: całkowita

## Zastosowanie
Doleryt Nero Zimbabwe stosuje się w budownictwie (np. jako blaty, schody) oraz w sztuce sepulkralnej.

### Przykłady zastosowania
Wybrane obiekty, w których wykorzystany był doleryt Nero Zimbabwe:
- Pomnik Początków Miasta Łodzi - mapa[1]